# Bill Stanfill
William Thomas Stanfill (Cairo, 13 gennaio 1947 – Albany, 10 novembre 2016) è stato un giocatore di football americano statunitense che ha giocato nel ruolo di defensive end per tutta la carriera con i Miami Dolphins della National Football League (NFL). Fu scelto nel corso del primo giro (11º assoluto) del Draft NFL 1969 dai Dolphins. Al college giocò a football all'Università della Georgia.

## Biografia
Stanfill fu scelto dai Miami Dolphins nel corso del secondo giro del Draft 1969. Nella sua stagione da rookie mise a segno 8 sack e 2 intercetti, entrambi ritornati in touchdown, venendo convocato per l'All-Star Game della American Football League. Nel 1970 partì come titolare e guidò la squadra con 6 sack mentre i Dolphins terminarono con un record 10-4. Nel 1971, Bill fu il terzo di Miami con 6½ sack. La squadra giunse fino al Super Bowl VI dove perse 24-3 coi Dallas Cowboys.
Nella stagione da imbattuti dei Dolphins nel 1972 fu secondo della squadra con 10 sack , venendo inserito nella formazione ideale della stagione All-Pro dall'Associated Press. Miami vinse il suo primo Super Bowl battendo i Washington Redskins 14-7. Nella stagione 1973, Stanfill guidò la squadra con 18½ sack (ancora un primato, seppur non ufficiale, di franchigia), mentre Miami vinse il suo secondo Super Bowl consecutivo.
Nel novembre 1974, contro i Buffalo Bills, Stanfill pareggiò il suo stesso record NFL (non ufficiale) con 5 sack.
Nel 1975 e 1976, il giocatore fu rallentato dagli infortuni. Terminò la carriera con 67,5 sack, un primato di franchigia in seguito superato da Jason Taylor.

## Palmarès

### Franchigia
- Super Bowl : 2

Miami Dolphins: VII, VIII
- American Football Conference Championship: 3

Miami Dolphins: 1971, 1972, 1973

### Individuale
- AFL All-Star: 1

1969
- First-team All-Pro: 2

1972, 1973
- Second-team All-Pro: 1

1974
- Miami Dolphins Honor Roll
- College Football Hall of Fame

## Statistiche
| Partite totali      | 109  |
| Partite da titolare | 91   |
| Sack                | 67,5 |
| Intercetti          | 2    |
| Fumble recuperati   | 8    |